# Линћепинг
Линћепинг (швед. Linköping) је један од великих градова у Шведској, у југоисточном делу државе. Град је у оквиру Источнојетског округа и његово је управно седиште и највећи град. Линћепинг је истовремено и седиште истоимене општине.
Линћепинг је један од већих шведских универзитетских градова. Град је и важно верско седиште са великим и познатом саборном црквом.

## Природни услови
Град Линћепинг се налази у југоисточном делу Шведске и Скандинавског полуострва. Од главног града државе, Стокхолма, град је удаљен 200 км југозападно.
Рељеф: Линћепинг се развио у унутрашњости Скандинавског полуострва, брежуљкастој области Источне Јетске. Подручје града је бреговито, а надморска висина се креће 40-80 м.
Клима у Линћепингу је континентална са утицајем мора и крајњих огранака Голфске струје. Стога су зиме блаже, а лета свежија у односу на дату географску ширину.
Воде: Линћепинг се развио у на реци Стонгон, која се 3 km северно улива у језеро Роксен. Река дели град на већи, западни и мањи, источни део. Око града има низ малих језера.

## Историја
Подручје Линћепинга било је насељено још у време праисторије. Верује се да су се тада на датом месту дешавале племенске скупштине.
Прво стално насеље на датом подручју јавља се у раном средњем веку. Први спомен насеља везан је за годину 1104, када се ту јавља седиште епископије. 1128. године ту се подиже и један од најстаријих манастира у данашњој Шведској. 1627. године уз цркву се отвара и гимназија, најстарија у Шведској.
Линћепинг је 1287. године добио градска права, као једно од првих у држави.
У другој половини 19. века, са доласком индустрије и железнице, Јенћепинг доживљава препород. И поред тога град није био међу највећима у држави све до средине 20. века, када овде долази аутомобилска индустрија "СААБ" (1937). Тада почиње нови препород града. Ово благостање траје и дан-данас.

## Становништво
Линћепинг је једна од пар шведских градова са више од 100 хиљада становника. Град има око 104.000 становника (податак из 2010. г.), а градско подручје, тј. истоимена општина има око 147.000 становника (податак из 2012. г.). Последњих деценија број становника у граду расте.
До средине 20. века Линћепинг су насељавали искључиво етнички Швеђани. Међутим, са јачањем усељавања у Шведску, становништво града је постало шароликије.

## Привреда
Данас је Јенћепинг савремени град са посебно развијеном индустријом (аутомобилска, ИТ, машинска, обрада дрвета, производња намештаја). Последње две деценије посебно се развијају трговина, услуге и туризам.

## Галерија
- Снимак града из ваздуха
- Линћепиншки замак
- Линћепиншка саборна црква
- Најстарији део Линћепинга